# Linophryne parini
Linophryne parini är en fiskart som beskrevs av Bertelsen, 1980. Linophryne parini ingår i släktet Linophryne och familjen Linophrynidae. Inga underarter finns listade i Catalogue of Life.